# Mer de Libye
La mer de Libye (en grec Λιβυκό Πέλαγος / Livykó Pélagos, en arabe البحر الليبي) est la partie de la mer Méditerranée délimitée au nord par les îles grecques de Cythère, de Crète et de Karpathos et au sud par la côte libyenne en Afrique du Nord. Elle communique avec la mer Ionienne au nord-ouest, la mer de Crète au nord, la mer Égée au nord-est et le bassin Levantin à l'est. Les marins la considèrent comme une mer ouverte, par opposition à la mer Égée qui est parsemée d’îles.
La mer de Libye ne compte en effet que quelques petites îles proches de la côte sud de la Crète. La plus grande d’entre elles et la seule à être habitée en permanence est Gavdos, 30 kilomètres au large de la Crète. Parmi les autres petites îles, on compte Gavdopoúla, Paximadia, Chrysí et Koufonísi, toutes situées dans les eaux territoriales grecques. La mer de Libye est plus froide que le reste de la Méditerranée orientale, surtout sur la côte sud de la Crète, en raison de la grande profondeur des fonds marins et des courants.